# Championnat du Guatemala de football 1969-1970
Navigation
Saison précédente Saison suivante
La Liga Nacional 1969-1970 est la dix-huitième édition de la première division guatémaltèque.
Lors de ce tournoi, le CSD Comunicaciones a tenté de conserver son titre de champion du Guatemala face aux neuf meilleurs clubs guatémaltèques.
Chacun des dix clubs participant était confronté deux fois aux neuf autres équipes. Puis les six meilleurs se sont affrontés deux fois de plus lors de la seconde phase du championnat.
Seulement une place était qualificative pour la Coupe des champions de la CONCACAF.

## Les 10 clubs participants
| \| Guatemala: Aurora FC CSD Comunicaciones CSD Municipal Cementos Novella Tipografía Nacional Universidad SC Guatemala Juventud Escuintleca Guatemala Deportivo Suchitepéquez Guatemala Xelaju MC \| Localisation des clubs engagés dans le championnat. |
| Guatemala: Aurora FC CSD Comunicaciones CSD Municipal Cementos Novella Tipografía Nacional Universidad SC Guatemala Juventud Escuintleca Guatemala Deportivo Suchitepéquez Guatemala Xelaju MC                                                           |

Ce tableau présente les dix équipes qualifiées pour disputer le championnat 1969-1970. On y trouve le nom des clubs, le nom des stades dans lesquels ils évoluent ainsi que la capacité et la localisation de ces derniers.
| Club                    | Stade                      | Capacité          | Ville          |
| Aurora FC               | Stade de l'Ejército        | 13 300            | Guatemala City |
| CSD Comunicaciones      | Stade Mateo Flores         | 30 000            | Guatemala City |
| Juventud Escuintleca    | Stade Ricardo Muñoz Gálvez | 3 000             | Escuintla      |
| CSD Municipal           | Stade Mateo Flores         | 30 000            | Guatemala City |
| Cementos Novella        | Stade inconnu              | Capacité inconnue | Guatemala City |
| Pepsi-Cola IG           | Stade inconnu              | Capacité inconnue | Ville inconnue |
| Deportivo Suchitepéquez | Stade Carlos Salazar Hijo  | 12 000            | Mazatenango    |
| Tipografía Nacional     | Stade La Pedrera           | Capacité inconnue | Guatemala City |
| Universidad SC          | Stade de la Revolución     | 5 000             | Guatemala City |
| Xelaju MC               | Stade Mario Camposeco      | 11 000            | Quetzaltenango |

## Compétition
La compétition se déroule en deux phases:
- Le phase régulière : dix-huit journées de championnat.
- La seconde phase : dix journées de championnat entre les six meilleures et les quatre moins bonnes équipes de la phase régulière auxquelles se rajoutent les deux meilleures de Primera División de Guatemala.

### Phase régulière
Les dix équipes affrontent à deux reprises les neuf autres équipes selon un calendrier tiré aléatoirement.
Les six meilleures équipes sont qualifiées pour le groupe des champions et les quatre moins bonnes pour le groupe de relégation.
Le classement est établi sur l'ancien barème de points (victoire à 2 points, match nul à 1, défaite à 0).
Le départage final se fait selon les critères suivants :
- Le nombre de points.
- La différence de buts générale.
- Le nombre de buts marqué.

#### Classement
| Rang | Équipe                  | Pts | J  | G  | N | P  | Bp | Bc | Diff |
| ---- | ----------------------- | --- | -- | -- | - | -- | -- | -- | ---- |
| 1    | CSD Municipal           | 30  | 18 | 13 | 4 | 1  | 33 | 9  | +24  |
| 2    | CSD Comunicaciones T    | 30  | 18 | 13 | 4 | 1  | 42 | 10 | +32  |
| 3    | Aurora FC               | 24  | 18 | 9  | 6 | 3  | 32 | 12 | +20  |
| 4    | Cementos Novella P      | 20  | 18 | 6  | 8 | 4  | 34 | 24 | +10  |
| 5    | Juventud Escuintleca    | 17  | 18 | 7  | 3 | 8  | 32 | 35 | -3   |
| 6    | Universidad SC          | 17  | 18 | 7  | 3 | 8  | 28 | 30 | -2   |
| 7    | Pepsi-Cola IG           | 16  | 18 | 6  | 4 | 8  | 20 | 24 | -4   |
| 8    | Tipografía Nacional     | 11  | 18 | 3  | 5 | 10 | 15 | 34 | -19  |
| 9    | Xelaju MC               | 10  | 18 | 4  | 2 | 12 | 23 | 47 | -24  |
| 10   | Deportivo Suchitepéquez | 5   | 18 | 1  | 3 | 14 | 10 | 44 | -34  |

| Légende : Qualifications et relégations | Légende : Qualifications et relégations                                   |
| --------------------------------------- | ------------------------------------------------------------------------- |
|                                         | Qualifié pour le groupe des champions                                     |
|                                         | Qualifié pour les barrages de relégation en Primera División de Guatemala |
|                                         | T Tenant du titre P Promu de la saison 1968-1969                          |

### Seconde phase
Lors de la seconde phase les six équipes du groupe des champions et du groupe de relégation affrontent à deux reprises les autres équipes de leur groupe selon un calendrier tiré aléatoirement.
Le premier du groupe des champions est sacré champion du Guatemala.
Les deux derniers du groupe de relégation restent ou sont relégués en Primera División de Guatemala.
Le classement est établi sur l'ancien barème de points (victoire à 2 points, match nul à 1, défaite à 0).
Le départage final se fait selon les critères suivants :
- Le nombre de points.
- La différence de buts générale.
- Le nombre de buts marqué.

#### Classement
| Rang | Équipe               | Pts | J  | G | N | P | Bp | Bc | Diff |
| ---- | -------------------- | --- | -- | - | - | - | -- | -- | ---- |
| 1    | CSD Municipal        | 18  | 10 | 9 | 0 | 1 | 25 | 12 | +13  |
| 2    | Aurora FC            | 11  | 10 | 3 | 5 | 2 | 14 | 14 | 0    |
| 3    | CSD Comunicaciones T | 10  | 10 | 3 | 4 | 3 | 12 | 10 | +2   |
| 4    | Cementos Novella P   | 9   | 10 | 3 | 3 | 4 | 16 | 14 | +2   |
| 5    | Juventud Escuintleca | 6   | 10 | 1 | 4 | 5 | 12 | 18 | -6   |
| 6    | Universidad SC       | 6   | 10 | 2 | 2 | 6 | 10 | 21 | -11  |

| Rang | Équipe                  | Pts | J  | G | N | P | Bp | Bc | Diff |
| ---- | ----------------------- | --- | -- | - | - | - | -- | -- | ---- |
| 7    | Pepsi-Cola IG           | 12  | 10 | 4 | 4 | 2 | 17 | 10 | +7   |
| 8    | Deportivo Suchitepéquez | 11  | 10 | 5 | 1 | 4 | 14 | 13 | +1   |
| 9    | Xelaju MC               | 10  | 10 | 4 | 2 | 4 | 21 | 19 | +2   |
| 10   | Tipografía Nacional     | 10  | 10 | 2 | 6 | 2 | 7  | 8  | -1   |
| 11   | Cobán Imperial          | 9   | 10 | 2 | 5 | 3 | 8  | 12 | -4   |
| 12   | Juventud Retalteca      | 8   | 10 | 2 | 4 | 4 | 15 | 20 | -5   |

| Légende : Qualifications et relégations | Légende : Qualifications et relégations                             |
| --------------------------------------- | ------------------------------------------------------------------- |
|                                         | Coupe des champions de la CONCACAF 1970 (1er Tour de qualification) |
|                                         | Relégué en Primera División de Guatemala                            |
|                                         | T Tenant du titre P Promu de la saison 1968-1969                    |

## Bilan du tournoi
| Championnat du Guatemala de football 1969-1970           |               |
| Champion                                                 | CSD Municipal |
| Dauphin                                                  | Aurora FC     |
| Coupes et trophées                                       |               |
| Vainqueur Copa Federación                                | CSD Municipal |
| Qualifications continentales                             |               |
| Coupe des champions 1970 (Premier tour de qualification) | CSD Municipal |
| Promotions et relégations                                |               |
| Promus en Liga Nacional de Guatemala                     | Aucun         |
| Relégués en Primera División de Guatemala                | Aucun         |